# Cistus monspeliensis
Il cisto marino o cisto di Montpellier (Cistus monspeliensis L., 1753) è un arbusto appartenente alla famiglia delle Cistaceae tipico delle associazioni floristiche cespugliose o arbustive mediterranee.

## Descrizione
La pianta ha il fusto peloso con portamento inizialmente eretto e poi decombente e cespuglioso. Alta da 30 a 120 cm, con corteccia bruna. Le foglie sono lineari-lanceolate, sessili, con margine revoluto, tomentose e vischiose al tatto, con forte e gradevole odore aromatico.
I fiori sono riuniti in piccoli racemi, hanno simmetria raggiata e diametro di 1,5–2 cm. Il calice è composto da cinque sepali liberi, disuguali. La corolla è composta da 5 petali liberi, di colore bianco, con una piccola macchia gialla alla base. L'androceo è composto da numerosi stami con filamenti brevi, inseriti sul ricettacolo. L'ovario è supero, sormontato da un breve stilo.
Il frutto è una capsula di forma ovale, contenente numerosi semi.

## Biologia
Il cisto marino ha un ciclo vegetativo autunno-primaverile, con attività vegetativa intensa nel periodo primaverile, che culmina con la fioritura nei mesi di aprile-maggio.
Nel periodo estivo entra in riposo vegetativo a causa delle condizioni siccitose proibitive riprendendo l'attività solo con le piogge autunnali. Durante il riposo estivo l'habitus diventa tipicamente xerofitico, perdendo buona parte del fogliame. Per questo motivo la macchia a cisto ha una tonalità grigio-bruna in estate determinata dalla colorazione della corteccia.

## Distribuzione e habitat
Il cisto marino è una tipica pianta mediterranea piuttosto comune nelle associazioni cespugliose degli ambienti mediterranei, specialmente in zone soleggiate e aride. Si adatta bene a condizioni pedologiche difficili, vegetando su suoli sterili, grossolani e dotati di scarsa potenza. Vegeta nella macchia mediterranea bassa, e sporadicamente nella gariga, spesso in prossimità delle zone costiere.
È il tipico rappresentante della macchia a cisto, associazione monofloristica o a larga prevalenza a cisto che si estende spesso su vaste superfici, indice di degradazione della vegetazione mediterranea. Ricopre facilmente le aree percorse da incendi in quanto i semi hanno la capacità di resistere alle alte temperature, permettendo alla specie una rapida colonizzazione dell'area.

## Usi
Dal Cistus monspeliensis (così come dal Cistus ladanifer e dal Cistus creticus) si estrae una resina chiamata labdano che è molto importante in profumeria dove è usata soprattutto come fissativo.
Il cisto marino inoltre è fondamentale come pianta colonizzatrice di aree collinari degradate, in quanto rappresenta uno degli ultimi baluardi prima della desertificazione, prevenendo l'erosione dei suoli declivi percorsi da incendi.
L'uso domestico invece è limitato a legna da ardere, utile soprattutto per avviare l'accensione.
Come altre piante fortemente aromatiche, Cistus monspeliensis è rifiutato dagli animali.

### Cosmesi
Dalla porzione aerea del cisto marino vi si estraggono alcuni flavonoidi aventi proprietà protettive nei confronti dei danni causati alle cellule epiteliali dalle radiazioni ultraviolette sia di tipo UVB che UVA e dal benzopirene. Infatti estratti di questo organismo vegetale trovano impiego in ambito cosmetico nei prodotti sviluppati per la protezione della cute umana dall'eccessiva esposizione ai raggi solari.